# Piotr z Krosna
Piotr z Krosna (ur. w Krośnie, zm. przed 8 kwietnia 1440) – polski duchowny katolicki i prawnik. Wykładowca Uniwersytetu Krakowskiego. 

## Życiorys
Był synem Jana – sołtysa z Krosna, który w latach siedemdziesiątych XIV wieku przeniósł się na stałe do Krakowa. Najprawdopodobniej jego krewnym był inny wykładowca – Michał z Krosna. 
Studia na Uniwersytecie Krakowskim rozpoczął w 1408 roku, kiedy to wpisany został do Metryki i wniósł opłatę immatrykulacyjną. Nie zachowały się poświadczenia jego promocji, lecz niewątpliwie ukończył Wydział Sztuk, następnie podjął studia z prawa kanonicznego. Ok. 1435 uzyskał stopień doktora dekretów i rozpoczął wykłady na Wydziale Prawa.
Na przełomie 1435 i 1436 roku wystarał się u papieża Eugeniusza IV o przywilej całkowitego odpuszczenia grzechów in articulo mortis, wystawiony przez kancelarię papieską dokument wystawiony został z datą 4 maja 1436 roku.
Przed śmiercią ufundował ołtarz Wniebowzięcia Najświętszej Maryi Panny, św. Piotra i Pawła oraz św. Katarzyny i Doroty w kościele św. Marii Magdaleny. Na uposażenie altarii dał cztery własne jatki rzeźnicze i dom na Kazimierzu. Pierwszym altarystą został Michał z Krosna, a prawo patronatu przekazał krakowskim profesorom prawa kanonicznego, którzy mieli prezentować na to beneficjum odpowiedniego, posiadającego święcenia kapłańskie studenta. Egzekutorami jego testamentu zostali Jakub z Zaborowa i Paweł z Zatora, doprowadzili oni do kanonicznego erygowania ufundowanych przez Piotra z Krosna altarii, której dokonał Jan Elgot.